# چلزورث
چلزورث (به انگلیسی: Chelsworth) یک روستا و محله مدنی در بریتانیا است که در Babergh واقع شده‌است. چلزورث ۲۰۶ نفر جمعیت دارد.